# Turtle Islands, Filippinerna

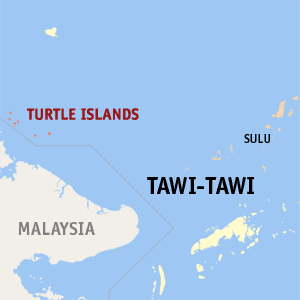
Karta över Tawi-Tawi med öarnas läge i provinsen

Turtle Islands är en kommun i Filippinerna bestående av en avlägsen ögrupp bestående av sju öar i provinsen Tawi-Tawi.

## Geografi

### Läge
Ögruppen ligger i Suluhavet i landets sydvästra hörn, nära territorialvattengränsen mellan Filippinerna och Malaysia. De sju öarna är från nordväst till sydost:
- Sibaung, som är den västligaste ön bestående av ett litet korallrev 4,5 km väster om norra delen av ön Boaan. Här finns ett fåtal buskar 10 meter upp på revet.
- Boaan, även känd som Boan, som är den näst största ön och är 75 hektar stor och har en högsta höjd på 59 meter.
- Lihiman är en korall- och lerö som är cirka 29 hektar stor. Ön är känd för sina explosiva lervulkaner (se nedan).
- Great Bakkungaan även känd som Great Bakkungan är med sina 51 hektar den tredje största ön. Ön har en högsta höjd på 58 meter.
- Langaan är en platt korallö, ungefär 7 hektar stor och strandlinje på 458 meter.
- Taganak är av vulkaniskt ursprung och är den största av Turtle Islands sju öar. Den är cirka 116 hektar stor och har en högsta höjd på 148 meter.
- Baguan är den östligaste av öarna. Också denna är av vulkaniskt ursprung. Den klockformade ön är 29,1 hektar och når 40 meter i höjd.

Sötvatten finns som grundvatten strax under markytan på de sex sistnämnda öarna.

### Lervulkaner
Lervulkaner i Filippinerna finns bara på Turtle Islands. Närvaron av dessa formationer är väl synliga på tre av öarna - Lihiman, Great Bakkungaan och Boaan. Kullarna på dessa öar är mestadels lervulkaner. På Great Bakkungan flyter grå lera sakta nerför öppningarna på ett pulserande sätt tillsammans med ett gasbubblande. På ön Boan har lerutflödena upphört sedan ett antal år.
Detta kan jämföras med de två andra öarna, Lihiman, där lerutflödena är mera kraftfulla och blandade med stora stenar vilket skapat en 20 meter bred krater på den högre delen av ön. Sådana lerflöden rapporteras ha följts av lätta jordbävningar och bevis på utflödade material kan hittas högt upp bland de omkringliggande träden på grund av dess explosiva karaktär. Så stora mängder av material har vällt fram från denna vulkan att leran skurit en ränna på den norra sluttningen ända ner till havet. Utflöden under vattnet runt öarna har också observerats av lokalbefolkningen.

### Administrativ indelning
Turtle Islands är en kommun i provinsen Tawi-Tawi och är administrativt indelad i två barangayer: Taganak Poblacion och Likud Bakkao.

### Befolkning
Enligt 2010 års folkräkning bor på de fem permanent bosatta öarna 3 772 invånare i 646 hushåll. Med deras landområde på endast 3,08 kvadratkilometer har ön en befolkningstäthet på 1168 personer per km² – betydligt över landets genomsnitt på 276 per km².[källa behövs]
I 2010 års folkräkning noterades också att öarnas befolkning 1 augusti 2007 var 6 194.

## Historia
Öarna tillsammans med Mapun kontrollerades tidigare av Storbritannien, som vid denna tid även administrerade Norra Borneo (dagens Sabah i Malaysia), som ett brittiskt protektorat. Efter Nationernas förbund:s traktat med Storbritannien och USA, som kontrollerade Filippinerna, den 2 januari 1930 angående territoriella gränser, överlämnade Storbritannien sju av Turtle Islands (eller Turtle Isles som Storbritannien kallade öarna) och Cagayan de Tawi-Tawi till USA 1930. Öarna kom sedan under Filippinernas styre i och med USA:s erkännande av landets självständighet den 4 juli 1946. De återstående tre Turtle Islands som Storbritannien inte överlämnade, ligger idag i Malaysia. Dessa öar utgör idag Turtle Islands nationalpark.

## Sköldpaddsskyddsområde
Tillsammans med de tre öarna i grannlandet Malaysia och de omkringliggande korallvattnen, är Turtle Islands det enda området där grön havssköldpadda finns i världen. 1996 gjorde ländernas regeringar öarna till ett sköldpaddsskyddsområde då det var det enda sättet att garantera deras fortsatta existens och skydda deras boplatser.
För de fem öarna har Filippinernas regering beslutat att skapa speciella skyddszoner och inom dessa zoner ska bara forskning och skyddsaktiviteter tillåtas. I övriga zoner ska regler antas för att förhindra alltför stor mänsklig påverkan. Att besöka zonerna ska bara vara möjligt med strikt guidning och under övervakning av personal.
För ett framgångsrikt naturvårdsprogram är lokalbefolkningens stöd mycket viktigt. Fiske är för de flesta av dem den viktigaste aktiviteten och inkomstkällan. Att jaga havssköldpaddor och samla sköldpaddsägg till mat har alltid varit möjliga källor för lite extrainkomster. Från slutet av augusti till september kommer sköldpaddorna i hundratal från omkringliggande vatten för att lägga och gräva ner sina ägg i sanden. Personal som hör till naturvårdsprojektet lyckades övertyga lokalbefolkningen att minimera sina samlaraktiviteter. Lokalbefolkningen är nu involverad i att hjälpa till med naturvården.

## Malaysisk annexation controversy
1988 skrev Manilapressen att Malaysia annekterat öarna. De tre dagarnas hysteri, understött av kartor som visade annekteringen, dog när det avslöjades att "annekteringen" var resultatet av ett felläst amerikansk sjökort av en filippinsk sjöofficer. Officeren misstog en djupvattensfartygsrutt för gränsen för Malaysias nya ekonomiska zon.

## Tillgänglighet
Att ta sig till Turtle Islands är svårt då det inte finns några reguljära båtturer i området.